# Бриггсия
Бриггсия (лат. Briggsia) — род цветковых растений семейства Геснериевые (лат. Gesneriaceae), включающий в себя около 20 видов многолетних травянистых растений.

## Этимология названия
Род назван по имени Манро Бриггса Скотта (англ. Munro Briggs Scott) (1889—1917), молодого талантливого ботаника, работавшего в области гербаризации и систематики растений в Королевских ботанических садах Кью (Kew Gardens).

## Ботаническое описание
Многолетние, травянистые, вечнозелёные, корневищные, обычно наземные растения, бесстебельные или с очень укороченным, изредка ветвящимся стеблем. Листья супротивные, изредка очерёдные — образуют пышную прикорневую розетку, овальные, овально-сердцевидные, опушённые, морщинистые, шероховатые, с выразительным жилкованием, край зубчатый изрезанный, окраска от зелёной до ржаво-коричневой, часто с опушением из серебристых волосков. Цветки одиночные или в соцветиях. Соцветия пазушные, на длинных цветоносах, мало- или многоцветковые, часто зонтичного типа. Чашелистики небольшие, несросшиеся изредка сросшиеся до половины. Цветок зигоморфный. Венчик широкий трубчатый, трубка в 2-3 раза длинней отгиба; отгиб двугубый, верхняя губа двухлопастная и немного или значительно короче нижней — из трёх лопастей округлой или заостренной формы. Венчик окрашен в синий, фиолетовый, красный, оранжевый или белый цвет. Тычинок 4, обычно равные по длине венчику, пыльники прикреплены в средней части, продольно раскрывающиеся. Завязь удлинённая, пестик с двухлопастным рыльцем. Плод — коробочка, гораздо длиннее чашечки.

## Ареал и климатические условия
Южный Китай, где обитает 21 вид, Индия, юго-восток Тибета — Муанмар, Вьетнам. Обычно растёт в поясе горных лесов или выше, на высоте от 500 до 3700 метров, на земле и на скалах.

## Хозяйственное значение и применение
В умеренном климате выращивается в рокариях в теплицах как красивоцветущее горшочное растение. В безморозных областях выращивается в альпинариях или рокариях. Растение холодостойкое — выдерживает до 2 °С.

## Агротехника
Посадка. Сажают в рыхлый, питательный водо- и воздухопроницаемый субстрат с добавлением листовой земли и дроблёного известняка. На дне горшка устраивают дренаж из слоя керамзита или черепков.
Уход. Растение светолюбиво, но не выносит прямых солнечных лучей. Необходимо хорошее проветривание. Полив умеренный, регулярный, без пересушки или застаивания воды в поддоне. При поливе не смачивать листья. Следует избегать опрыскивания и попадания воды на листья. Оптимальная температура 18—20 °С. Регулярные подкормки в период роста — с весны до осени 1 раз в 2 недели жидким удобрением для цветущих растений, 1/2 от рекомендованной дозы. С конца осени до февраля, в период относительного покоя у растения, уменьшить полив и не удобрять.
Пересадка. Пересаживают каждый год или раз в два года в свежий земляной субстрат. Размножают посевом семян.
Размножение. Листовыми черенками; посевом семян.

## Виды
По данным The Plant List (2013), род насчитывает 22 вида:
- Briggsia acutiloba K.Y.Pan
- Briggsia agnesiae (Forrest ex W.W.Sm.) Craib
- Briggsia amabilis (Diels) Craib
- Briggsia aurantiaca B.L.Burtt
- Briggsia chienii Chun
- Briggsia dongxingensis Chun ex K.Y.Pan
- Briggsia elegantissima (Lév. & Vaniot) Craib
- Briggsia forrestii Craib
- Briggsia humilis K.Y.Pan
- Briggsia latisepala Chun ex K.Y.Pan
- Briggsia longicaulis W.T.Wang & K.Y.Pan
- Briggsia longifolia Craib typus
- Briggsia longipes (Hemsl. ex Oliv.) Craib
- Briggsia mairei Craib
- Briggsia mihieri (Franch.) Craib
- Briggsia muscicola (Diels) Craib
- Briggsia parvifolia K.Y.Pan
- Briggsia pinfaensis (Lév.) Craib
- Briggsia rosthornii (Diels) B.L.Burtt
- Briggsia speciosa (Hemsl.) Craib
- Briggsia stewardii Chun